# Senatori del Connecticut
Il Connecticut è una delle 13 colonie che hanno partecipato alla rivoluzione Americana. I senatori appartengono alla classe 1 e 3. Gli attuali senatori sono i democratici Richard Blumenthal e Chris Murphy.

## Elenco

### Classe 1
| N.      | Foto    | Senatore                  | Partito                                  | Carica           | Carica           | Congresso                                                             | Mandati | Elezioni                                                           |
| N.      | Foto    | Senatore                  | Partito                                  | Inizio           | Termine          | Congresso                                                             | Mandati | Elezioni                                                           |
| ------- | ------- | ------------------------- | ---------------------------------------- | ---------------- | ---------------- | --------------------------------------------------------------------- | ------- | ------------------------------------------------------------------ |
| 1       |         | Oliver Ellsworth          | Pro-Amministrazione poi Federalista      | 27 luglio 1789   | 8 marzo 1796     | 1 · 2 · 3 · 4                                                         | 1 1⁄2   | 1788 · 1791 Dimessosi per diventare Presidente della Corte suprema |
| Vacante | Vacante | Vacante                   | Vacante                                  | 8 marzo 1796     | 12 maggio 1796   | 4                                                                     |         |                                                                    |
| 2       |         | James Hillhouse           | Federalista                              | 12 maggio 1796   | 10 giugno 1810   | 5 · 6 · 7 · 8 · 9 · 10 · 11                                           | 2 1⁄2   | Eletto per terminare il mandato · 1797 · 1802 · 1809 Dimessosi     |
| Vacante | Vacante | Vacante                   | Vacante                                  | 10 giugno 1810   | 4 dicembre 1810  | 11                                                                    |         |                                                                    |
|         |         | Samuel W. Dana            | Federalista                              | 4 dicembre 1810  | 3 marzo 1821     | 11 · 12 · 13 · 14 · 15 · 16                                           | 1 1⁄2   | Eletto per terminare il mandato · 1814                             |
| 4       |         | Elijah Boardman           | Democratico-Repubblicano                 | 4 marzo 1821     | 18 agosto 1823   | 17 · 18                                                               | 1⁄2     | 1821 Deceduto                                                      |
| Vacante | Vacante | Vacante                   | Vacante                                  | 18 agosto 1823   | 8 ottobre 1823   | 18                                                                    |         |                                                                    |
| 5       |         | Henry W. Edwards          | Democratico-Repubblicano poi Jacksoniano | 8 ottobre 1823   | 3 marzo 1827     | 18 · 19                                                               | 1⁄2     | Nominato per continuare il mandato Eletto per terminare il mandato |
| 6       |         | Samuel A. Foot            | Anti-Jacksoniano                         | 4 marzo 1827     | 3 marzo 1833     | 20 · 21 · 22                                                          | 1       | 1826 Perse la rielezione                                           |
| 7       |         | Nathan Smith              | Anti-Jacksoniano                         | 4 marzo 1833     | 6 dicembre 1835  | 23 · 24                                                               | 1⁄2     | 1832 Deceduto                                                      |
| Vacante | Vacante | Vacante                   | Vacante                                  | 6 dicembre 1835  | 21 dicembre 1835 | 24                                                                    |         |                                                                    |
| 8       |         | John Milton Niles         | Jacksoniano poi Democratico              | 21 dicembre 1835 | 3 marzo 1839     | 24 · 25                                                               | 1⁄2     | Eletto per terminare il mandato Non ricandidatosi                  |
| 9       |         | Thaddeus Betts            | Whig                                     | 4 marzo 1839     | 7 aprile 1840    | 26                                                                    | 1⁄2     | 1838 Deceduto                                                      |
| Vacante | Vacante | Vacante                   | Vacante                                  | 7 aprile 1840    | 4 maggio 1840    | 26                                                                    |         |                                                                    |
|         |         | Jabez W. Huntington       | Whig                                     | 4 maggio 1840    | 1 novembre 1847  | 26 · 27 · 28 · 29 · 30                                                | 1 1⁄2   | Eletto per terminare il mandato 1840 Deceduto                      |
| Vacante | Vacante | Vacante                   | Vacante                                  | 1 novembre 1851  | 11 novembre 1851 | 30                                                                    |         |                                                                    |
| 11      |         | Roger Sherman Baldwin     | Whig                                     | 11 novembre 1851 | 3 marzo 1851     | 31                                                                    | 1⁄2     | Eletto per terminare il mandato                                    |
| Vacante | Vacante | Vacante                   | Vacante                                  | 4 marzo 1851     | 12 maggio 1851   | 32                                                                    | 1⁄2     | Elezione non riuscita                                              |
| 12      |         | Isaac Toucey              | Democratico                              | 12 maggio 1851   | 3 marzo 1857     | 32 · 33 · 34                                                          | 1       | 1852 Non ricandidatosi                                             |
| 13      |         | James Dixon               | Repubblicano                             | 4 marzo 1857     | 3 marzo 1869     | 35 · 36 · 37 · 38 · 39 · 40                                           | 2       | 1856 · 1963 Perse la rielezione                                    |
| 14      |         | William Alfred Buckingham | Repubblicano                             | 4 marzo 1869     | 5 febbraio 1875  | 41 · 42 · 43                                                          | 1       | 1868 Deceduto, aveva perso l'elezione                              |
| 15      |         | William W. Eaton          | Democratico                              | 5 febbraio 1875  | 3 marzo 1881     | 43 · 44 · 45 · 46                                                     | 1       | 1874                                                               |
| 16      |         | Joseph Roswell Hawley     | Repubblicano                             | 4 marzo 1881     | 3 marzo 1905     | 47 · 48 · 49 · 50 · 51 · 52 · 53 · 54 · 55 · 56 · 57 · 58             | 3       | 1881 · 1887 · 1893 · 1899 Non ricandidatosi                        |
| 17      |         | Morgan G. Bulkeley        | Repubblicano                             | 4 marzo 1905     | 3 marzo 1911     | 59 · 60 · 61                                                          | 1       | 1905 Perse la rielezione                                           |
| 18      |         | George P. McLean          | Repubblicano                             | 4 marzo 1911     | 3 marzo 1929     | 62 · 63 · 64 · 65 · 66 · 67 · 68 · 69 · 70                            | 2       | 1911 · 1916 · 1922 Non ricandidatosi                               |
| 19      |         | Frederic C. Walcott       | Repubblicano                             | 4 marzo 1929     | 3 gennaio 1935   | 71 · 72 · 73                                                          | 1       | 1928 Perse la rielezione                                           |
| 20      |         | Francis T. Maloney        | Democratico                              | 3 gennaio 1935   | 16 gennaio 1945  | 74 · 75 · 76 · 77 · 78 · 79                                           | 1 1⁄2   | 1934 · 1940 Deceduto                                               |
| Vacante | Vacante | Vacante                   | Vacante                                  | 16 gennaio 1945  | 15 febbraio 1945 | 79                                                                    |         |                                                                    |
| 21      |         | Thomas C. Hart            | Repubblicano                             | 15 febbraio 1945 | 5 novembre 1946  | 79                                                                    | 1⁄2     | Nominato per continuare il mandato Non ricandidatosi               |
| Vacante | Vacante | Vacante                   | Vacante                                  | 5 novembre 1946  | 27 dicembre 1946 | 79                                                                    |         |                                                                    |
| 22      |         | Raymond E. Baldwin        | Repubblicano                             | 27 dicembre 1946 | 16 dicembre 1949 | 80 · 81                                                               | 1⁄2     | 1946 Dimessosi                                                     |
| 23      |         | William Benton            | Democratico                              | 17 dicembre 1949 | 3 gennaio 1953   | 81 · 82                                                               | 1⁄2     | Eletto per terminare il mandato Perse la rielezione                |
| 24      |         | William A. Purtell        | Repubblicano                             | 3 gennaio 1953   | 3 gennaio 1959   | 83 · 84 · 85                                                          | 1       | 1952 Perse la rielezione                                           |
| 25      |         | Thomas J. Dodd            | Democratico                              | 3 gennaio 1959   | 3 gennaio 1971   | 86 · 87 · 88 · 89 · 90 · 91                                           | 2       | 1958 · 1964 Si ricandidò come Indipendente, ma perse               |
| 26      |         | Lowell Weicker            | Repubblicano                             | 3 gennaio 1971   | 3 gennaio 1989   | 92 · 93 · 94 · 95 · 96 · 97 · 98 · 99 · 100                           | 3       | 1970 · 1976 · 1982                                                 |
| 27      |         | Joe Lieberman             | Democratico poi Indipendente Democratico | 3 gennaio 1989   | 3 gennaio 2013   | 101 · 102 · 103 · 104 · 105 · 106 · 107 · 108 · 109 · 110 · 111 · 112 | 4       | 1988 · 1994 · 2000 · 2006 Non ricandidatosi                        |
| 28      |         | Chris Murphy              | Democratico                              | 3 gennaio 2013   | in carica        | 113 · 114 · 115 · 116 · 117 · 118 · 119 · 120 · 121                   | 3       | 2012 · 2018 · 2024                                                 |

### Classe 3
| N.      | Foto    | Senatore               | Partito                  | Carica           | Carica           | Congresso                                                                            | Mandati | Elezioni                                                                        |
| N.      | Foto    | Senatore               | Partito                  | Inizio           | Termine          | Congresso                                                                            | Mandati | Elezioni                                                                        |
| ------- | ------- | ---------------------- | ------------------------ | ---------------- | ---------------- | ------------------------------------------------------------------------------------ | ------- | ------------------------------------------------------------------------------- |
| 1       |         | William Samuel Johnson | Pro-Amministrazione      | 4 marzo 1789     | 3 marzo 1791     | 1                                                                                    | 1⁄2     | 1788 Dimessosi                                                                  |
| Vacante | Vacante | Vacante                | Vacante                  | 4 marzo 1791     | 13 giugno 1791   | 2                                                                                    |         |                                                                                 |
| 2       |         | Roger Sherman          | Pro-Amministrazione      | 13 giugno 1791   | 23 luglio 1793   | 2 · 3                                                                                | 1⁄2     | Eletto per terminare il mandato Deceduto                                        |
| Vacante | Vacante | Vacante                | Vacante                  | 23 luglio 1793   | 2 dicembre 1793  | 3                                                                                    |         |                                                                                 |
| 3       |         | Stephen Mix Mitchel    | Pro-Amministrazione      | 2 dicembre 1793  | 3 marzo 1795     | 3                                                                                    | 1⁄2     | Eletto per terminare il mandato Non ricandidatosi                               |
| 4       |         | Jonathan Trumbull, Jr. | Federalista              | 4 marzo 1795     | 10 giugno 1796   | 4                                                                                    | 1⁄2     | 1795 Dimessosi per diventare Vice-governatore                                   |
| Vacante | Vacante | Vacante                | Vacante                  | 10 giugno 1796   | 13 ottobre 1796  | 4                                                                                    |         |                                                                                 |
| 5       |         | Uriah Tracy            | Federalista              | 13 ottobre 1796  | 19 luglio 1807   | 5 · 6 · 7 · 8 · 9 · 10                                                               | 1 1⁄2   | Eletto per terminare il mandato · 1801 · 1807 Deceduto                          |
| Vacante | Vacante | Vacante                | Vacante                  | 19 luglio 1807   | 25 ottobre 1807  | 10                                                                                   |         |                                                                                 |
| 6       |         | Chauncey Goodrich      | Federalista              | 25 ottobre 1807  | 13 maggio 1813   | 10 · 11 · 12 · 13                                                                    | 1⁄2     | Eletto per terminare il mandato · 1813 Dimessosi per diventare Vice-governatore |
| 7       |         | David Daggett          | Federalista              | 13 maggio 1813   | 3 marzo 1819     | 13 · 14 · 15                                                                         | 1⁄2     | Eletto per terminare il mandato Non ricandidatosi                               |
| 8       |         | James Lanman           | Democratico-Repubblicano | 4 marzo 1819     | 3 marzo 1825     | 16 · 17 · 18                                                                         | 1       | 1818 · 1824 Non venne qualificato                                               |
| Vacante | Vacante | Vacante                | Vacante                  | 4 marzo 1825     | 4 maggio 1825    | 19                                                                                   |         |                                                                                 |
| 9       |         | Calvin Willey          | Anti-Jacksoniano         | 4 marzo 1825     | 3 marzo 1831     | 19 · 20 · 21                                                                         | 1       | Eletto per completare il mandato                                                |
| 10      |         | Gideon Tomlinson       | Anti-Jacksoniano         | 4 marzo 1831     | 3 marzo 1837     | 22 · 23 · 24                                                                         | 1       | 1831                                                                            |
| 11      |         | Perry Smith            | Democratico              | 4 marzo 1837     | 3 marzo 1843     | 25 · 26 · 27                                                                         | 1       | 1837                                                                            |
| 12      |         | John Milton Niles      | Democratico              | 4 marzo 1843     | 3 marzo 1849     | 28 · 29 · 30                                                                         | 1       | 1842 Non ricandidatosi                                                          |
| 13      |         | Truman Smith           | Whig                     | 4 marzo 1849     | 24 maggio 1854   | 31 · 32 · 33                                                                         | 1⁄2     | 1848 Dimessosi                                                                  |
| 14      |         | Francis Gillette       | Free Soil                | 24 maggio 1854   | 3 marzo 1855     | 33                                                                                   | 1⁄2     | Eletto per terminare il mandato Non ricandidatosi                               |
| 15      |         | Lafayette S. Foster    | Repubblicano             | 4 marzo 1855     | 3 marzo 1867     | 34 · 35 · 36 · 37 · 38 · 39                                                          | 2       | 1854 · 1860 Perse la rielezione                                                 |
| 16      |         | Orris S. Ferry         | Repubblicano             | 4 marzo 1867     | 21 novembre 1875 | 40 · 41 · 42 · 43 · 44                                                               | 1 1⁄2*  | 1866 · 1872 <Deceduto                                                           |
| Vacante | Vacante | Vacante                | Vacante                  | 21 novembre 1875 | 27 novembre 1875 | 44                                                                                   |         |                                                                                 |
| 17      |         | James E. English       | Democratico              | 27 novembre 1875 | 17 maggio 1876   | 44                                                                                   | 1⁄2     | Nominato per continuare il mandato Non ricandidatosi                            |
| 18      |         | William Henry Barnum   | Democratico              | 17 maggio 1876   | 3 marzo 1879     | 44 · 45                                                                              | 1⁄2     | Eletto per terminare il mandato                                                 |
| 19      |         | Orville H. Platt       | Repubblicano             | 4 marzo 1879     | 21 aprile 1905   | 46 · 47 · 48 · 49 · 50 · 51 · 52 · 53 · 54 · 55 · 56 · 57 · 58 · 59                  | 4 1⁄2   | 1879 · 1885 · 1892 · 1798 · 1903 Deceduto                                       |
| Vacante | Vacante | Vacante                | Vacante                  | 21 aprile 1905   | 10 maggio 1905   | 59                                                                                   |         |                                                                                 |
| 20      |         | Frank B. Brandegee     | Repubblicano             | 10 maggio 1905   | 14 ottobre 1924  | 59 · 60 · 61 · 62 · 63 · 64 · 65 · 66 · 67 · 68                                      | 2 1⁄2   | Eletto per terminare il mandato · 1909 · 1914 · 1920 Deceduto                   |
| Vacante | Vacante | Vacante                | Vacante                  | 14 ottobre 1924  | 17 dicembre 1924 | 68                                                                                   |         |                                                                                 |
| 21      |         | Hiram Bingham III      | Repubblicano             | 17 dicembre 1924 | 3 gennaio 1933   | 68 · 69 · 70 · 71 · 72                                                               | 1 1⁄2   | Eletto per terminare il mandato · 1926 Perse la rielezione                      |
| 22      |         | Augustine Lonergan     | Democratico              | 3 gennaio 1933   | 3 gennaio 1939   | 73 · 74 · 75                                                                         | 1       | 1932 Perse la rielezione                                                        |
| 23      |         | John A. Danaher        | Repubblicano             | 3 gennaio 1939   | 3 gennaio 1935   | 76 · 77 · 78                                                                         | 1       | 1938 Perse la rielezione                                                        |
| 24      |         | Brien McMahon          | Democratico              | 3 gennaio 1945   | 28 luglio 1952   | 79 · 80 · 81 · 82                                                                    | 1 1⁄2   | 1944 · 1950 Deceduto                                                            |
| Vacante | Vacante | Vacante                | Vacante                  | 28 luglio 1952   | 29 agosto 1952   | 82                                                                                   |         |                                                                                 |
| 25      |         | William A. Purtell     | Repubblicano             | 29 agosto 1952   | 4 novembre 1952  | 82                                                                                   | 1⁄2     | Nominato per continuare il mandato Candidatosi nel seggio di Classe 1           |
| 26      |         | Prescott Bush          | Repubblicano             | 4 novembre 1952  | 3 gennaio 1963   | 82 · 83 · 84 · 85 · 86 · 87                                                          | 1 1⁄2   | Eletto per terminare il mandato · 1956 Non ricandidatosi                        |
| 27      |         | Abraham Ribicoff       | Democratico              | 3 gennaio 1963   | 3 gennaio 1981   | 88 · 89 · 90 · 91 · 92 · 93 · 94 · 95 · 96                                           | 3       | 1962 · 1968 · 1974 Non ricandidatosi                                            |
| 28      |         | Chris Dodd             | Democratico              | 3 gennaio 1981   | 3 gennaio 2011   | 97 · 98 · 99 · 100 · 101 · 102 · 103 · 104 · 105 · 106 · 107 · 108 · 109 · 110 · 111 | 5       | 1980 · 1986 · 1992 · 1998 · 2004 Non ricandidatosi                              |
| 29      |         | Richard Blumenthal     | Democratico              | 3 gennaio 2011   | In carica        | 112 · 113 · 114 · 115 · 116 · 117 · 118 · 119 · 120                                  | 3       | 2010 · 2016 · 2022                                                              |